# Кастелвекио (Пистоја)
Кастелвекио је насеље у Италији у округу Пистоја, региону Тоскана.
Према процени из 2011. у насељу је живело 129 становника. Насеље се налази на надморској висини од 440 м.